# Timo Jansink
Timo Jansink (Oldenzaal, 16 maart 2003) is een Nederlands voetballer die als doelman speelt. Hij komt uit voor Heracles Almelo.

## Clubcarrière
Jansink doorliep de gedeelde jeugdopleiding van FC Twente en Heracles Almelo. In juni 2022 tekende hij zijn eerste profcontract bij de club uit Almelo. Dat contract werd in oktober 2024 verlengd tot de zomer van 2029. Twee weken later mocht hij zijn debuut maken voor het eerste van Heracles, in de KNVB Beker tegen FC Winterswijk (1-0). Vanaf het seizoen 2024/25 is Jansink tweede keeper achter Fabian de Keijzer, na het vertrek van Robin Jalving.

## Statistieken
| Seizoen | Club            | Competitie | Competitie | Competitie | Beker | Beker | Overig | Overig | Totaal | Totaal |
| Seizoen | Club            | Competitie | Wed.       | Dlp.       | Wed.  | Dlp.  | Dlp.   | Dlp.   | Wed.   | Dlp.   |
| ------- | --------------- | ---------- | ---------- | ---------- | ----- | ----- | ------ | ------ | ------ | ------ |
| 2024/25 | Heracles Almelo | Eredivisie | 0          | 0          | 1     | 0     | 0      | 0      | 1      | 0      |
| Totaal  | Totaal          | Totaal     | 0          | 0          | 1     | 0     | 0      | 0      | 1      | 0      |

Bijgewerkt op 6 maart 2025.